# Michalovice (okres Litoměřice)
Obec Michalovice se nachází v okrese Litoměřice v Ústeckém kraji asi 3,5 kilometru západně od Litoměřic. Žije v ní 159 obyvatel.

## Historie
První písemná zmínka pochází z roku 1720.
V letech 1961–1990 byla vesnice součástí obce Velké Žernoseky a od 1. července 1990 se stala samostatnou obcí.

## Obyvatelstvo
|           | 1869 | 1880 | 1890 | 1900 | 1910 | 1921 | 1930 | 1950 | 1961 | 1970 | 1980 | 1991 | 2001 | 2011 |
| --------- | ---- | ---- | ---- | ---- | ---- | ---- | ---- | ---- | ---- | ---- | ---- | ---- | ---- | ---- |
| Obyvatelé | 315  | 285  | 265  | 272  | 268  | 243  | 313  | 184  | 203  | 155  | 124  | 122  | 143  | 133  |
| Domy      | 65   | 65   | 66   | 65   | 65   | 65   | 75   | 57   | 53   | 52   | 48   | 52   | 55   | 58   |